# Bryan Steil
Bryan George Steil (Janesville, 3 de marzo de 1981) es un empresario, abogado y político estadounidense que se desempeña como representante de Estados Unidos por el 1.º distrito congresional de Wisconsin. Es miembro del Partido Republicano.

## Primeros años
Steil nació y se crio en Janesville, Wisconsin. Asistió a la escuela secundaria Joseph A. Craig. Obtuvo su título en administración de empresas por la Universidad de Georgetown, y su Juris Doctor de la Universidad de Wisconsin-Madison.
En 2003, Steil pasó un año trabajando como asistente del representante de Estados Unidos Paul Ryan. Antes de su elección al Congreso, Steil pasó una década en la industria manufacturera en el sureste de Wisconsin. Fue ejecutivo del fabricante de plásticos Charter NEX Film. También pasó un tiempo trabajando para Regal Beloit, pasó un breve período en China mientras trabajaba para la empresa, y también pasó un tiempo en McDermott Will & Emery como abogado.
En 2016, el gobernador de Wisconsin, Scott Walker, nominó a Steil para la Junta de Regentes de la Universidad de Wisconsin y el Senado del Estado de Wisconsin lo aprobó por unanimidad.

## Carrera política
Steil ganó las primarias republicanas de 2018 en la carrera por lograr la jubilación del titular y luego presidente de la Cámara de Representantes, Paul Ryan, en el 1.º distrito congresional de Wisconsin. Luego se enfrentó al nominado demócrata, Randy Bryce en las elecciones generales. Durante la campaña, Steil fue respaldado, entre otros, por Ryan y Donald Trump. Steil derrotó a Bryce con el 54,6% de los votos.

### Posturas políticas
Steil ha declarado que sus principales problemas son el desarrollo de la fuerza laboral, el comercio y la crisis de la deuda de los préstamos estudiantiles. Se opone a las medidas de control de armas, pero apoya la financiación de verificaciones de antecedentes instantáneas.
Steil ha declarado que favorece la creación de más asociaciones comerciales con otros países. También ha abogado por que se asignen más fondos a la región cercana a la frontera sur de los Estados Unidos y quiere transparencia de precios en la industria médica. Steil se opone al derecho al aborto. En 2020, votó en contra de la ayuda federal para la licencia por enfermedad pagada relacionada con la pandemia COVID-19, que pasó de 363 a 41 en la Cámara. Más tarde votó a favor del proyecto de ley de alivio COVID-19 de diciembre de 2020 que Trump apoyó y se considera la quinta legislación más grande en la historia de Estados Unidos.
El 6 de enero de 2021, Steil condenó el asalto al Capitolio de los Estados Unidos, pero no pidió la destitución de Trump de su cargo, votando en contra de la posterior resolución de juicio político el 13 de enero. Votó en contra de las objeciones patrocinadas por los republicanos a los votos electorales de Arizona y Pensilvania, lo que ayudó a certificar a Joe Biden como el ganador de las elecciones presidenciales de 2020. En mayo, votó en contra de formar una comisión bipartidista para investigar el asalto al Capitolio. Steil votó en contra de la Ley de transparencia y equidad del mercado en las ventas al descubierto.

## Vida personal
Steil es católico. En noviembre de 2020, dio positivo a COVID-19.